# Crónica (revista)
Crónica fue una revista de información general editada en la ciudad española de Madrid entre 1929 y 1938.

## Historia
De tirada semanal, fue publicada entre 1929 y 1938 e incluía contenido de moda, relatos cortos, entrevistas, crónicas y reportajes diversos. Se publicaba los domingos a 20 céntimos. Su último número fue del 11 de diciembre de 1938.
Crónica fue editada por Prensa Gráfica. Junto con Estampa fue «una de las revistas gráficas de información general con más tirada durante la república», afirmándose que esta pudo alcanzar los 200 000 ejemplares. El contenido de la revista ha sido considerado como «popular» y «ligero», incluso «sensacionalista», llegando a aparecer incluso desnudos femeninos. En términos políticos fue una publicación bastante moderada y no muy prolija, con otras fuentes apuntando «una notable inclinación en favor de la democracia», a pesar de lo cual con frecuencia fue atacada por publicaciones de izquierda. Dirigida por Antonio González Linares, en ella colaboraron autores como Fernando de la Milla Alonso de la Florida, César González Ruano, Antoniorrobles, Germán Gómez de la Mata, Elena Fortún o Enrique Díez Canedo.

## Referencias

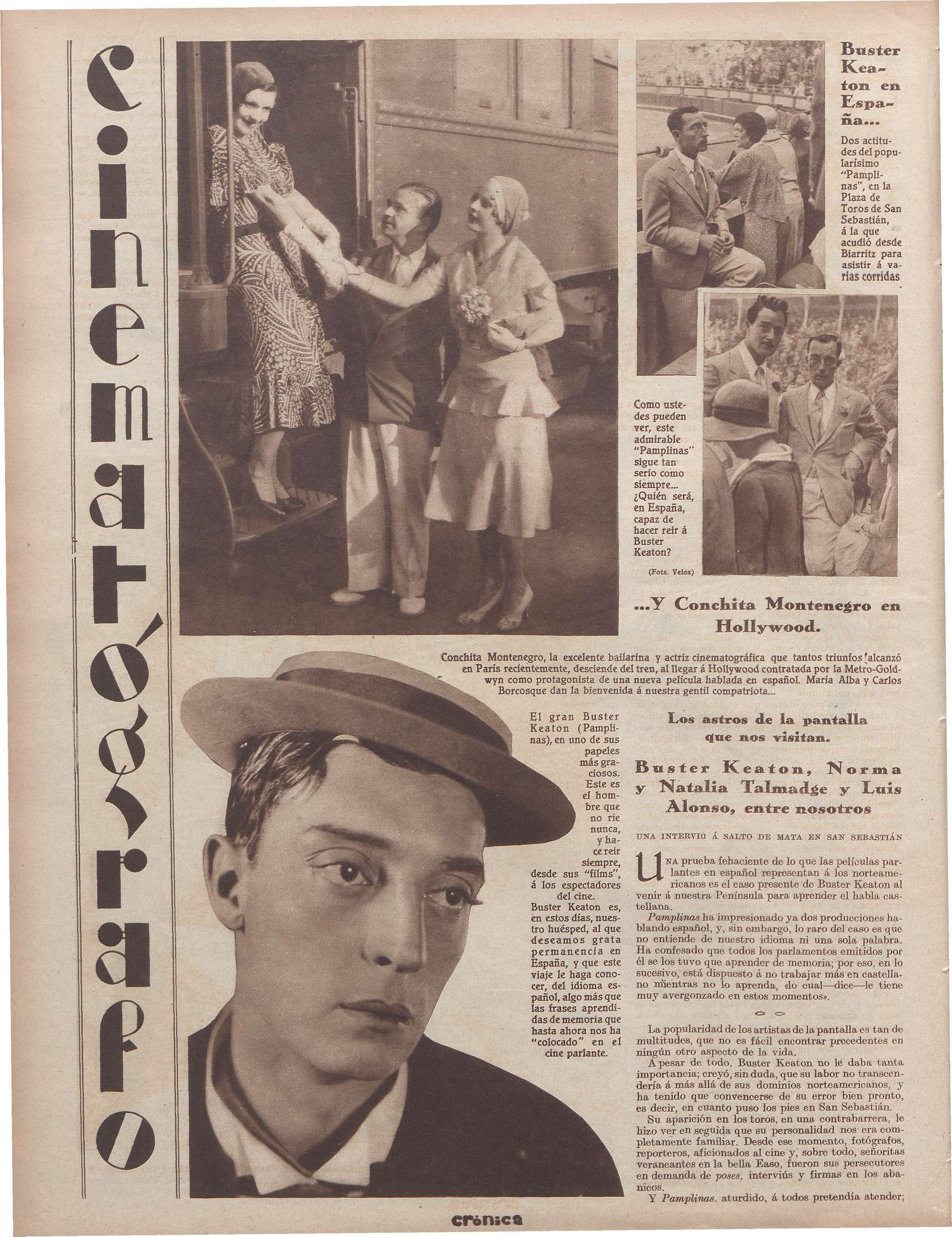
Reportaje sobre Buster Keaton en el número del 24 de agosto de 1930.